# Metro Boomin
Leland Tyler Wayne (n. 16 septembrie 1993, St. Louis, Missouri, SUA), cunoscut profesional sub numele de Metro Boomin (cunoscut și sub denumirea de Young Metro sau pur și simplu Metro), este un beat producer, compozitor și DJ. Crescut în St. Louis, Wayne a început o carieră de beat producer în timpul liceului și a devenit cunoscut pentru înregistrările sale de succes cu artiști hip hop și trap din Atlanta, precum Future, 21 Savage, Gucci Mane și Migos la mijlocul anilor 2010. În 2017, Forbes l-a numit „cu ușurință unul dintre cei mai solicitați producători de hit-uri din lume”, în timp ce Stereogum l-a descris drept „una dintre cele mai originale, vii, importante voci din rap în acest moment”.
Succesul de producător timpuriu pentru Wayne a venit cu piese precum hit-ul din 2014 al lui ILoveMakonnen „Tuesday și single-ul „Jumpman” al lui Drake și din 2015. De atunci, a acumulat peste o duzină de 20 de top-uri, printre care „Bad and Boujee” de la Migos, „Mask Off” de la Future, „Bank Account” de la 21 Savage, „Congratulations” de la Post Malone și „Tunnel Vision” de Kodak Black. El a lansat și colaborări de lungă durată, inclusiv Savage Mode (2016) cu 21 Savage, Double or Nothing (2017) cu Big Sean, și DropTopWop (2017) cu Gucci Mane. Albumul său de debut Not All Heroes Wear Capes a fost lansat în noiembrie 2018, debutând pe locul 1 în topul Billboard 200.„Congratulations” de Post Malone cu Quavo a fost prima sa certificare de diamante (10x Platină), fiind certificată în 2019.

## Biografie
Leland Tyler Wayne s-a născut pe 16 septembrie 1993, în St. Louis, Missouri, unde a urmat cursurile liceului Parkway North. El are patru frați. După o scurtă melodie cântând la chitară bas în trupa sa de gimnaziu, el a apelat la câștiguri în clasa a șaptea la vârsta de 13 ani. Acest lucru s-a întâmplat când mama lui i-a cumpărat un laptop și a primit o copie a software-ului de producție de muzică FruityLoops. În liceu, Metro scotea cinci beat-uri pe zi. Inițial, Metro a vrut să facă rap și a început să facă ritmuri, astfel încât să poată avea muzică de rap. Cu toate acestea, el si-a îndreptat în cele din urmă atenția deplină către producția de hip hop. Deoarece a continuat să-și perfecționeze abilitățile de producție, în timp ce se afla încă în liceu, a început să utilizeze platforme de socializare online, precum Twitter, pentru a face rețea cu artiști de rap mai consacrați, ca trimiteri de beat pentru potențiale destinații de plasare a muzicii.

## Stilul muzical
Specializat în sub-genul trap al hip-hop-ului, Metro Boomin folosește un mix distinctiv de basuri grele, percuție sintetică sonoră și melodii întunecate, gotice. Metro Boomin se îndepărtează cu greu de hip hop, deși a remixat melodii pop precum Hold Me Now (produs ca o colaborare de marketing Gap).

### Etichete de producator
La începutul anului 2016, Metro Boomin a primit o atenție largă pentru eticheta sa de producător. Cea mai proeminentă și emblematică etichetă a lui Metro „If Young Metro don't trust you they gon' shoot you" este interpretată de Future. Originea tag-ului provine din piesa „Right Now” de Uncle Murda, produsă și de Metro Boomin. Eticheta a fost recunoscută prima dată de fani în melodia lui Drake, „Jumpman” din mixtape-ul colaborativ What a Time to Be Alive.Metro Boomin are câteva alte etichete de producător care apar și în muzica sa. Unele dintre aceste etichete includ: " Metro Boomin want some more, nigga!" (Young Thug), "Young Metro! Young Metro! Young Metro!" (Future), „Metro!” (Young Thug), "Ayy Lil Metro on that beat" (Kodak Black), "Metro be boomin!" (Rich the Kid), și mai rar „This beat is so, so Metro”, o etichetă înregistrată cu vocea sa la un moment dat în 2009. În plus, folosește adesea o etichetă subtilă a râsului unei femei necunoscute / nespecificate, care poate fi auzită la începutul unor piese produse de Metro, precum X (de 21 Savage feat. Future).